# 任家镇
任家镇，是中华人民共和国重庆市忠县下辖的一个乡镇级行政单位。

## 行政区划
任家镇下辖以下地区：
六三社区、龙翔村、长沙村、天星村、新开村、铁山村、任家村、中河村和老鹳村。